# لورانس باول
لورانس باول هو عسكري كندي، ولد في 29 يونيو 1925، وتوفي في 1 مايو 2010.